# Spartacus: Vengeance
Spartacus: Vengeance é o título da segunda temporada da série Spartacus da Starz (produtora de Party Down) estreado em Janeiro de 2012. A série é focada em Espártaco, o famoso escravo que se tornou gladiador e liderou a mais célebre revolução da Roma Antiga. Sua história foi narrada em diversos livros, filmes, jogos e foi imortalizada pelo cineasta Stanley Kubrick em seu filme estrelado por Kirk Douglas. Agora, é a vez dos produtores Joshua Donen e Sam Raimi (diretor da trilogia Homem Aranha) contarem a jornada do ícone histórico na série Spartacus: Blood and Sand.

Esta série é a continuação de Spartacus: Blood and Sand (em português: Spartacus: Sangue e Areia) e a sua ação decorre após a rebelião e fuga dos gladiadores da casa de Batiatus.
Em 6 de junho de 2012 a Starz anunciou que irá produzir uma terceira e última temporada, a iniciar em 2013, chamada Spartacus: War of the Damned.

## Elenco
| Rebeldes               |                     |
| Liam McIntyre          | Espártaco           |
| Manu Bennett           | Crixus              |
| Peter Mensah           | Oenomaus            |
| Katrina Law            | Mira                |
| Dan Feuerriegel        | Agron               |
| Dustin Clare           | Gannicus            |
| Cynthia Addai-Robinson | Naevia              |
| Brooke Williams        | Aurelia             |
| Heath Jones            | Donar               |
| Pana Hema Taylor       | Nasir               |
| Barry Duffield         | Lugo                |
| Romanos                |                     |
| Lucy Lawless           | Lucrécia            |
| Viva Bianca            | Ilithyia            |
| Craig Parker           | Caio Cláudio Glabro |
| Nick E. Tarabay        | Ashur               |
| Brett Tucker           | Públio Varínio      |
| Hanna Mangan-Lawrence  | Seppia              |
| Luke Pegler            | Marcus              |
| Tom Hobbs              | Seppius             |

## Episódios
| Temporada | Temporada | Episódios | Estreia original                            | Estreia no Brasil                        | Estreia em Portugal |
| --------- | --------- | --------- | ------------------------------------------- | ---------------------------------------- | ------------------- |
|           | 2         | 10        | 27 de Janeiro de 2012 - 30 de Março de 2012 | 19 de Maio de 2013 - 21 de Julho de 2013 | -                   |

## 2ª Temporada: 2012
| No. | #  | Título                  | Estreia EUA             | Estreia no Brasil   | Cód. de produção |
| --- | -- | ----------------------- | ----------------------- | ------------------- | ---------------- |
| 14  | 1  | "Fugitivus"             | 27 de janeiro de 2012   | 19 de maio de 2013  | 201              |
| 15  | 2  | "A Place in This World" | 03 de fevereiro de 2012 | ASA                 | 202              |
| 16  | 3  | "The Greater Good"      | 10 de fevereiro de 2012 | ASA                 | 203              |
| 17  | 4  | "Empty Hands"           | 17 de fevereiro de 2012 | ASA                 | 204              |
| 18  | 5  | "Libertus"              | 24 de fevereiro de 2012 | ASA                 | 205              |
| 19  | 6  | "Chosen Path"           | 02 de março de 2012     | ASA                 | 206              |
| 20  | 7  | "Sacramentum"           | 09 de março de 2012     | ASA                 | 207              |
| 21  | 8  | "Balance"               | 16 de março de 2012     | ASA                 | 208              |
| 22  | 9  | "Monsters"              | 23 de março de 2012     | ASA                 | 209              |
| 23  | 10 | "Wrath of the Gods"     | 30 de março de 2012     | 21 de julho de 2013 | 210              |